# Steffen Launer
Steffen Launer (15 aprile 1986) è uno schermidore tedesco.

## Biografia
Nei campionati europei di scherma ha conquistato una medaglia di bronzo a Lipsia nel 2010 nella gara di spada a squadre.

## Palmarès
In carriera ha conseguito i seguenti risultati:
- Europei di scherma

Lipsia 2010: bronzo nella spada a squadre.